# 札幌事件
「札幌事件」（さっぽろじけん）は、1990年（平成2年）1月4日、北海道札幌市中央区の北海道神宮付近で、五代目山口組系初代誠友会の石間春夫総長が、三代目共政会系の右翼団体「維新天誅会」系組員2人組に射殺された暴力団抗争事件。
事件発生後、容疑者2名が所属していた維新天誅会系「稲田組」（在札幌）組長が共政会側からすぐさま絶縁処分とされ、さらにその上部団体にあたる「島上組」（在広島）組長が破門処分とされた。
山口組の直系組長（二次団体首領）が射殺されるというのは竹中正久四代目らが射殺されたいわゆる「1・26事件」を除けば前代未聞の事態であったため、五代目山口組と三代目共政会との“全面戦争”（大抗争）を煽り立てるかのような報道を行ったマスメディアもあったものの、その発生からちょうど2ヵ月後には和解が成立。田岡一雄三代目時代とは異なる山口組の「平和路線」を象徴するような一件であったと後世に評価された。
とはいえ、その発生から和解までの間には、島上組組員が銃撃を受けて重傷を負う事件（広島）や、稲田組事務所にパワーショベルが突入する事件（札幌）、稲田組幹部が狙撃される事件（札幌）など、山口組側の報復と見られた事件群が発生した。